# Clark McConachy
Clark McConachy (ur. 15 kwietnia 1895 w Glenorchy, Otago, zm. 12 kwietnia 1980 w Greenlane, Aucland), bilardzista i snookerzysta nowozelandzki.
Niepodzielnie dominował w bilardzie nowozelandzkim, był mistrzem kraju zawodowców od 1914 do końca życia. W latach 1951–1968 był bilardowym mistrzem świata. Odnosił również znakomite rezultaty w snookerze - m.in. dwukrotnie walkę o mistrzostwo świata przegrywał dopiero w finale. W 1932 pokonał go Joe Davis (19:30), w 1952 (w kwestionowanym przez wielu znawców - ze względu na bojkot czołówki światowej - turnieju BA&CC Championship) – Horace Lindrum (49:94).
Jako drugi w historii uzyskał najwyższe wyniki - 1000 punktów w bilardzie i 147 w snookerze. W 1990 jego nazwisko wpisano do Hall of Fame sportu nowozelandzkiego.